# Jánossomorja
Jánossomorja is een plaats (város) en gemeente in het Hongaarse comitaat Győr-Moson-Sopron. Jánossomorja telt 5998 inwoners (2001).